# Снежное чудище
«Снежное чудище» (англ. Snowbeast) — американский телевизионный фильм ужасов 1977 года, режиссёра Херба Уоллерштейна, снятый по сценарию Джозефа Стефано. Главные роли исполнили Бо Свенсон, Иветт Мимьё, Роберт Логан и Клинт Уокер. В фильме рассказывается о снежном человеке, который терроризирует горнолыжный курорт в Скалистых горах Колорадо.
Премьера фильма состоялась 28 апреля 1977 года на канале NBC в программе «Фильм NBC в четверг вечером».

## Сюжет
Гар Себерг (Бо Свенсон) и его жена Эллен (Иветт Мимьё) возвращаются в родной город, где находится горнолыжный курорт в Скалистых горах Колорадо. Гар — бывший олимпийский чемпион по лыжному спорту, и он ищет работу. Когда они приезжают, город готовится к празднованию пятидесятой годовщины ежегодного Снежного карнавала. Но праздник под угрозой из-за исчезновения нескольких отдыхающих. Владелица курорта Кэрри Рилл (Сильвия Сидни), бывшая королева красоты, боясь потерять бизнес, пытается сохранить исчезновения людей в тайне, но находятся свидетели, которые утверждают, что во всём виноват снежный человек. Когда выясняется, что пропавшие люди были зверски убиты, местный шериф (Клинт Уокер) пускает слух о том, что на свободе находится одинокий дикий медведь. Внук Кэрри Тони (Роберт Логан) даёт Гару работу на курорте, но при этом говорит ему, что тот должен выследить и убить монстра. Эллен раньше работала на телевидении и снимала документальный фильм о снежном человеке, поэтому Гар настроен непредвзято и не хочет убивать зверя пока не увидит останки первой жертвы. Затем монстр приходит в город в самый разгар праздника, убивает мать королевы карнавала и ввергает город в панику.
Гар, Эллен, Тони и шериф отправляются в лес и выслеживают монстра. Существо нападает на Гара, который стреляет в него, но чудовище сразу не умирает, поэтому Гар берёт лыжную палку и пронзает монстра, в результате чего существо падает с обрыва и умирает.

## В ролях
| Актёр                 | Роль                                   |
| --------------------- | -------------------------------------- |
| Бо Свенсон            | Гар Себерг                             |
| Иветт Мимьё           | Эллен Себерг                           |
| Роберт Логан          | Тони Рилл                              |
| Клинт Уокер           | шериф Парадей                          |
| Сильвия Сидни         | Кэрри Рилл                             |
| Томас Бэбсон          | Бастер Смит                            |
| Джеки Боттс           | Бетти Джо Блоджетт                     |
| Кэти Кристофер        | Дженнифер                              |
| Джейми Джеймисон      | Джон Кокрэн                            |
| Ричард Джеймисон      | Бен Кокрэн                             |
| Лиз Джури             | миссис Блоджетт                        |
| Ричард Джури          | Чарли Брейнтри                         |
| Энни Макэнро          | Хайди                                  |
| Виктор Рэйдер-Векслер | Заместитель Холта                      |
| Роб МакКланг          | второй заместитель                     |
| Прентисс Роу          | Билли Белл Капитан                     |
| Майкл Дж. Лондон      | Снежное чудище                         |
| Дэниэл Мэндер         | лыжный инструктор (в титрах не указан) |

## Производство
После того как в 1975 году на экраны вышел фильм «Челюсти» и стал абсолютным чемпионом по кассовым сборам, американские и европейские кинокомпании начали выпускать фильмы со всеми животными, которых только можно себе представить в качестве антагонистов, на волне популярности подобного жанра и вышел фильм «Снежное чудище».
После того как Джозеф Стефано написал сценарий «Психо» (1960), он жаловался, что теперь ему стало практически невозможно найти работу не над фильмом ужасов или триллером. А написать сценарий «Снежного чудища» его вдохновила плёнка снятая Роджером Паттерсоном и Робертом Гимлином, на которой якобы запечатлён настоящий бигфут пересекающий ручей. Позже Стефано заявил, что одной из проблем при создании фильма был актёрский состав, другой проблемой было время. Актёр, который изначально должен был играть Гара, был уволен после начала съёмок, когда создатели фильма обнаружили, что он не умеет кататься на лыжах, кто это был — неизвестно.

## Релиз
Премьера фильма состоялась 28 апреля 1977 года на канале NBC в прайм-тайм в программе «Фильм NBC в четверг вечером».
Фильм «Снежное чудище» был выпущен на VHS компанией GoodTimes Video/Entertainment в августе 1987 года.

## Критика
Благодаря своему в целом хорошо реализованному настроению и жутковатому тону, «Снежное чудище» произвёл большое впечатление как во время своего первого показа в прайм-тайм, так и во время последующих повторных показов в последующие годы. Несмотря на то, что «Снежное чудище» никогда не считался чем-то большим, чем средненькая работа в жанре фильмов ужасов о снежном человеке, с годами он получил культовый статус в своей нише подобных фильмов.
Многие критики назвали фильм «Снежное чудище» низкокачественной копией «Челюстей». Фред Белдин из Allmovie посчитал, что фильм был значительно менее эффектным подражанием «Челюстям» Стивена Спилберга, а заглавный монстр не пугал, когда его полностью раскрывали. В заключение своей рецензии Белдин назвал фильм «одним из самых слабых в и без того слабом поджанре ужасов». Зак Хэндлен из The A.V. Club подверг фильм аналогичной критике, отметив при этом, что режиссёр Уоллерштейн не был настолько одарённым режиссёром, чтобы позволить фильму подняться выше очередного неудачного копирования «Челюстей». HorrorNews.net заявил, что, хотя фильм и подавал надежды, его сгубило чрезмерное увлечение такими клише как съёмка от первого лица и горнолыжные съёмки. Кинокритик Леонард Малтин назвал фильм «тупым» и «ниже среднего». Blockbuster Inc. присвоил фильму одну звезду из четырёх, отказавшись как либо комментировать картину. В книге Video Source Book фильму поставили полторы звезды из четырёх, заявив, что фильм «не страшный и не смешной».
Автор Дэвид Коулмэн писал, что «Снежное чудище» вышел в идеальное время, так как в семидесятых годах был расцвет фильмов о снежном человеке, а сам фильм был великолепно ориентирован на подростковую аудиторию. Коулмэн отмечает сценарий написанный Джозефом Стефано, автором сценария к «Психо» Альфреда Хичкока, по словам критика «напряжение поддерживается на протяжении всего фильма». Стефано сохраняет ощущение правдивости происходящего на экране, за счёт изолированности местности, что делает более правдоподобным медленное реагирование властей на смертельную угрозу, как это было несколькими годами позже в «Сиянии» Стенли Кубрика. Кастинг по мнению Коулмэна довольно разнообразен для малобюджетного фильма, в особенности он отмечает Иветт Мимьё, которая выглядит «привлекательно». Коулмэн похвалил костюм монстра, ведь обычно в фильмах о йети они напоминают «уценённый товар из магазина „Всё за доллар“», в «Снежном чудище» же он сделан хорошо и остаётся за кадром большую часть времени, что хорошо работает на создаваемое напряжение. Для большинства сцен режиссёр использует различные классические кинематографические приёмы, например: монстр скрывается за поваленными брёвнами и стволами деревьев, чтобы подсмотреть за своей следующей жертвой; сцена в которой нет и намёка на монстра, и вдруг в ней резко появляется какая то часть существа, будь то когтистая рука или рычащая пасть. По мнению Коулмэна один из лучших пугающих моментов фильма происходит, когда «лыжник в последнюю секунду хватается за кусты, чтобы не сорваться в пропасть и не погибнуть. Молодой человек задыхается, полагая, что пережил верную смерть; затем на его лицо падает тень. Когда он поднимает голову, огромная когтистая лапа закрывает его широко разинутый рот и глаза... а монстр ревёт от восторга. Когда кровь стекает на снег, сцена затемняется». В фильме много закатных съёмок «Золотого часа», что делает великолепный контраст зимних пейзажей ещё более впечатляющим.

## Анализ и влияние
Фильм «Снежное чудище» является первым полнометражным фильмом в истории, в котором люди сталкиваются со снежным человеком на горнолыжной базе. До этого подобный сюжетный ход использовался только единожды, в эпизоде мультсериала «Скуби-Ду, где ты!» — «Это снежный призрак!» (англ. That’s Snow Ghost!), который вышел на экраны 17 января 1970 года. За «Снежным чудищем» быстро последовали другие фильмы, в которых использовался аспект лыжного домика, включая «Пленение Бигфута» (1979), снятого магнатом инди-кинематографа из Висконсина Биллом Ребейном.